# とよだもとゆき
とよだ もとゆき（本名、豊田 素行、1947年 - ）は、日本の著述家。現在はフリーのライターとして活動。

## 来歴
東京都台東区出身。東京都立石神井高校卒業、早稲田大学第一文学部（人文専修）卒業。
二つ目の出版社で労働争議を経たあとは、IT系分野で書籍、雑誌の編集に携わる。ソフトバンク出版部（現ＳＢクリエイティブ）では、コンピュータゲーム情報誌「BEEP」の創刊編集長を務める。
2000年から数年間、シニア向けＷＥＢサイト「スローネット」編集長（その間、京都在住）として「スローワーク」を提唱。その傍らで著述に従事。
企業に編集者として所属した時代は「深海 遙」（ふかみ はるか）名で、著書を上梓。

## 著書
- 『ユーミンの吐息』（ミリオン出版、1989年4月）（深海 遙）
- 『村上春樹の歌』（青弓社、1990年11月）（深海 遙）
- 『「がんばらない宣言」　～スローライフのすすめ～』（九天社、2003年12月）
- 『ほっこり京都時間』（日本出版社、2005年9月）
- 『村上春樹と小阪修平の1968年』（新泉社、2009年8月）
- 『吉本隆明と「二つの敗戦」』（脈発行所、2013年6月）
- 『「労働」止揚論　～「労働」から「感（はたら）く」へ～』（NextPublishing Authors Press、2018年11月）
- 『青春えれじい　解放区篇』（NextPublishing Authors Press、2019年11月）
- 『吉本隆明と「二つの敗戦」 ［新装増補版］』（NextPublishing Authors Press、2020年4月）
- 『「ありがとう」の構造　The Structure of Arigato』（NextPublishing Authors Press、2021年6月)